# 蒙泰伊
蒙泰伊（法語：Monteils，法語發音：[mɔ̃tɛj]）是法国塔恩-加龙省的一个市镇，属于蒙托邦区。

## 地理
蒙泰伊（44°10'24"N, 1°33'56"E）面积12.08 平方千米，位于法国奧克西塔尼大區塔恩-加龙省，该省份为法国西南部内陆省份，北起顺时针与洛特省、阿韦龙省、塔恩省、上加龙省、热尔省和洛特-加龙省接壤。
与蒙泰伊接壤的市镇（或旧市镇、城区）包括：科萨德、圣西尔克、塞特丰。

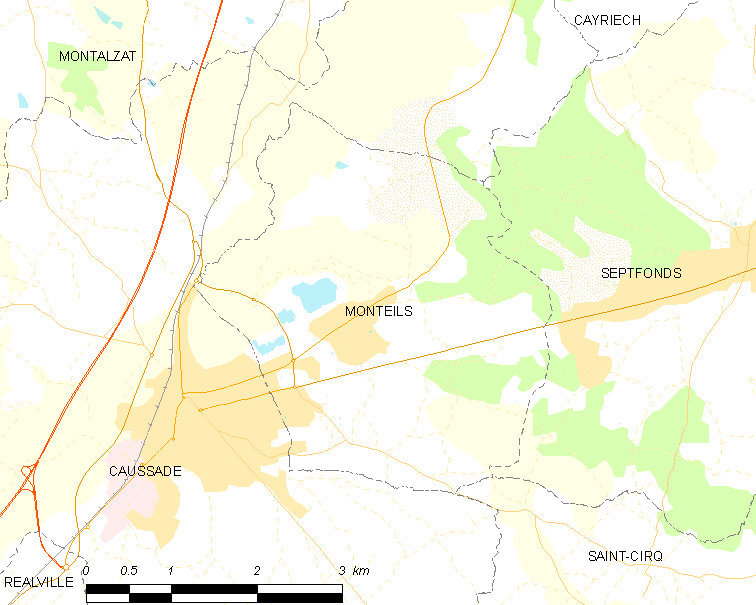
蒙泰伊的OSM定位图

蒙泰伊的时区为UTC+01:00、UTC+02:00（夏令时）。

## 行政
蒙泰伊的邮政编码为82300，INSEE市镇编码为82126。

## 政治
蒙泰伊所属的省级选区为凯尔西-鲁埃格县。

## 人口

1962-2008年间蒙泰伊人口变化图示

蒙泰伊于2022年1月1日时的人口数量为1354人。